# 2020–2021-es NBA-szezon
A 2020–21-es NBA szezon a National Basketball Association 75. szezonja. Az alapszakasz 2020. december 22-én kezdődött és a Covid19-pandémia miatt csak 72 meccset játszottak a csapatok. A 2021-es All Star-gálát március 7-én játszották az atlantai State Farm Arénában játszották. A rájátszás 2021. május 22. és július 22. között játszódik. A kanadai kormány által bevezetett intézkedések következtében a Toronto Raptors a floridai Amalie Arénában, Tampában játszotta hazai mérkőzéseit.
Nikola Jokić, a liga MVP-je a legalacsonyabb helyen draftolt játékos, aki elnyerte a díjat. 2014-ben 41. helyen választották. Illetve az első center, aki MVP lett Shaquille O’Neal győzelme óta, 2000-ben. Az NBA bajnoka a Milwaukee Bucks lett, a döntő MVP-je pedig Jánisz Antetokúnmpo.

## Tranzakciók

### Visszavonult játékosok
- 2020. szeptember 8.: Marvin Williams bejelentette a visszavonulását az NBA-ből. Williams 15 év alatt négy csapatban játszott.[5]
- 2020. szeptember 14.: Leandro Barbosa bejelentette a visszavonulását az NBA-ből. Barbosa 14 évet játszott a bajnokságban, egy bajnoki címet nyert 2015-ben Golden State Warriors színeiben.[6][7]
- 2020. október 24.: Kevin Séraphin bejelentette a visszavonulását az NBA-ből. Séraphin három csapatban játszott hét éves karrierje idején.[8]
- 2020. november 16.: Corey Brewer bejelentette a visszavonulását az NBA-ből. Brewer 12 évet játszott a ligában, nyolc csapatban, 2011-ben bajnok lett a Dallas Mavericks csapatában.[9]
- 2020. november 18.: Dorell Wright bejelentette a visszavonulását az NBA-ből. Wright négy csapatban játszott 11 éve alatt, 2006-ban bajnok lett a Miami Heat csapatában.[10]
- 2020. november 25-én Aaron Brooks bejelentette a visszavonulását az NBA-ből. Brooks hét csapatban játszott 13 év alatt.[11]
- 2020. november 30.: Andrew Bogut bejelentette a visszavonulását az NBA-ből. Bogut öt csapatban játszott 14 éves NBA-karrierje során, egy bajnoki címet nyert 2015-ben Golden State Warriors színeiben.[12]
- 2020. november 30.: Evan Turner bejelentette a visszavonulását az NBA-ből. Tíz év latt öt csapatban játszott az NBA-ben.[13]
- 2021. február 4.: Lucas Nogueira bejelentette a visszavonulását az NBA-ből. Teljes, 4 éves karrierjét a Toronto Raptors színeiben játszotta.[14]
- 2021. március 1.: Joakim Noah bejelentette a visszavonulását az NBA-ből. Noah négy csapatban játszott 13 éves NBA-karrierje alatt. Kétszer volt All Star és 2014-ben megnyerte Az év védekező játékosa díjat.[15]
- 2021. március 31.: Thabo Sefolosha bejelentette a visszavonulását az NBA-ből. Sefolosha öt csapatban játszott 14 év alatt.[16]
- 2021. április 15.: LaMarcus Aldridge bejelentette a visszavonulását az NBA-ből, szívbetegsége miatt. Aldridge három csapatban játszott 15 év alatt és hétszer volt All Star.[17]

### Edzőváltások
| Csapat                 | 2019–20-as szezon        | 2020–21-es szezon        |
| Szezon kezdete előtt   | Szezon kezdete előtt     | Szezon kezdete előtt     |
| ---------------------- | ------------------------ | ------------------------ |
| Brooklyn Nets          | Jacque Vaughn (átmeneti) | Steve Nash               |
| Chicago Bulls          | Jim Boylen               | Billy Donovan            |
| Houston Rockets        | Mike D'Antoni            | Stephen Silas            |
| Indiana Pacers         | Nate McMillan            | Nate Bjorkgren           |
| Los Angeles Clippers   | Doc Rivers               | Tyronn Lue               |
| New Orleans Pelicans   | Alvin Gentry             | Stan Van Gundy           |
| New York Knicks        | Mike Miller (átmeneti)   | Tom Thibodeau            |
| Oklahoma City Thunder  | Billy Donovan            | Mark Daigneault          |
| Philadelphia 76ers     | Brett Brown              | Doc Rivers               |
| Szezon közben          |                          |                          |
| Atlanta Hawks          | Lloyd Pierce             | Nate McMillan (átmeneti) |
| Minnesota Timberwolves | Ryan Saunders            | Chris Finch              |

## Előidény
A Covid19-pandémia miatt eltolódott a 2019–2020-as szezon vége, ennek következtében a következő szezon kezdete és az edzőtáborok is, 2020. november 10-ig. Az előszezon december 11-én kezdődött és december 19-én ért véget.

## Alapszakasz
Az alapszakasz kezdete eltolódott a Covid19-pandémia miatt. Az NBA eredetileg december 1-én tervezte elindítani a ligát, de Adam Silver legalább januárig halasztotta volna a rajongók részvétele miatt. Az NBA bevételeinek 40%-át a helyi részvételből szerzi, így tervezték a pénzügyi károkat kijavítani. Ezek mellett úgy próbálták megtervezni a mérkőzéseket, hogy a csapatoknak ne kelljen sokat utaznia, az egymás elleni mérkőzéseket egymást követő napokon ugyanabban a városban lejátszani. Michele Roberts, a National Basketball Players Association (NBPA) igazgatója pedig azt javasolta, hogy a 2020-as rájátszáshoz hasonlóan egy buborék-környezetben játsszák a meccseket.
Október 13-án az NBA 2020 decemberéről Martin Luther King-napra (január 18.) halasztotta a szezon indulását. Nem sokkal később a Sports Illustrated-ben megjelent cikkben azt írták, hogy a szezon akár december 22-én is elkezdődhet. 2020. november 5-én az NBPA elfogadta a december 22-i szezonkezdést, 72 mérkőzéssel. Gyakrabban játszották a mérkőzéseket, hogy a döntőt tudják a szokásos szezonbefejezésekhez hasonlóan júniusban játszani és a játékosok részt vehessenek a 2020-as nyári olimpiai játékokon, amelyet 2021-re halasztottak a Covid19-pandémia miatt.
November 17-én az NBA bejelentette, hogy a 72-mérkőzéses alapszakasz december 22-től május 16-ig fog tartani, egy hat napos szünettel március 5 és 10 között az All Star-gála miatt.
| A rájátszásba jutottak (A kiemelések száma zárójelben)       |
| A Play-In szakaszig jutottak (A kiemelések száma zárójelben) |

Az alapszakaszban mindegyik csapat 72 mérkőzést játszott.

### Csoportonként
| Keleti főcsoport         |    |    |       |      |
| Atlanti csoport          |    |    |       |      |
| Csapat                   | Gy | V  | %     | GB   |
| Philadelphia 76ers (1)   | 49 | 23 | 68,1% | —    |
| Brooklyn Nets (2)        | 48 | 24 | 66,7% | 1,0  |
| New York Knicks (4)      | 41 | 31 | 56,9% | 8,0  |
| Boston Celtics (7)       | 36 | 36 | 50,0% | 13,0 |
| Toronto Raptors (12)     | 27 | 45 | 37,5% | 22,0 |
| Központi csoport         |    |    |       |      |
| Csapat                   | Gy | V  | %     | GB   |
| Milwaukee Bucks (3)      | 46 | 26 | 63,9% | 3,0  |
| Indiana Pacers (9)       | 34 | 38 | 47,2% | 15,0 |
| Chicago Bulls (11)       | 31 | 41 | 43,1% | 18,0 |
| Cleveland Cavaliers (13) | 22 | 50 | 30,6% | 27,0 |
| Detroit Pistons (15)     | 20 | 52 | 27,8% | 29,0 |
| Délkeleti csoport        |    |    |       |      |
| Csapat                   | Gy | V  | %     | GB   |
| Atlanta Hawks (5)        | 41 | 31 | 56,9% | 8,0  |
| Miami Heat (6)           | 40 | 32 | 55,6% | 9,0  |
| Washington Wizards (8)   | 34 | 38 | 47,2% | 15,0 |
| Charlotte Hornets (10)   | 33 | 39 | 45,8% | 16,0 |
| Orlando Magic (14)       | 21 | 51 | 29,2% | 28,0 |

| Nyugati főcsoport           |    |    |       |      |
| Északnyugati csoport        |    |    |       |      |
| Csapat                      | Gy | V  | %     | GB   |
| Utah Jazz (1)               | 52 | 20 | 72,2% | —    |
| Denver Nuggets (3)          | 47 | 25 | 65,3% | 5,0  |
| Portland Trail Blazers (8)  | 42 | 30 | 58,3% | 10,0 |
| Minnesota Timberwolves (13) | 23 | 49 | 31,9% | 29,0 |
| Oklahoma City Thunder (14)  | 22 | 50 | 30,6% | 30,0 |
| Csendes-óceáni csoport      |    |    |       |      |
| Csapat                      | Gy | V  | %     | GB   |
| Phoenix Suns (2)            | 51 | 21 | 70,8% | 1,0  |
| Los Angeles Clippers (4)    | 47 | 25 | 65,3% | 5,0  |
| Los Angeles Lakers (7)      | 42 | 30 | 58,3% | 10,0 |
| Golden State Warriors (9)   | 39 | 33 | 54,2% | 13,0 |
| Sacramento Kings (12)       | 31 | 41 | 43,1% | 21,0 |
| Délnyugati csoport          |    |    |       |      |
| Csapat                      | Gy | V  | %     | GB   |
| Dallas Mavericks (5)        | 42 | 30 | 58,3% | 10,0 |
| Memphis Grizzlies (8)       | 38 | 34 | 52,8% | 14,0 |
| San Antonio Spurs (10)      | 33 | 39 | 45,8% | 19,0 |
| New Orleans Pelicans (11)   | 31 | 41 | 43,1% | 21,0 |
| Houston Rockets (4)         | 17 | 55 | 23,6% | 35,0 |

### Főcsoportonként
- z – Hazai pálya előny az egész rájátszásban
- c – Hazai pálya előny a főcsoportdöntőig
- y – Csoportgyőztes
- x – Rájátszásba jutott

| Keleti főcsoport |                        |    |    |       |      |
| Hely.            | Csapat                 | Gy | V  | %     | GB   |
| 1.               | (c) Philadelphia 76ers | 49 | 23 | 68,1% | —    |
| 2.               | (x) Brooklyn Nets      | 48 | 24 | 66,7% | 1,0  |
| 3.               | (y) Milwaukee Bucks    | 46 | 26 | 63,9% | 3,0  |
| 4.               | (x) New York Knicks    | 41 | 31 | 56,9% | 8,0  |
| 5.               | (y) Atlanta Hawks      | 41 | 31 | 56,9% | 8,0  |
| 6.               | (x) Miami Heat         | 40 | 32 | 55,6% | 9,0  |
|                  |                        |    |    |       |      |
| 7.               | (x) Boston Celtics     | 36 | 36 | 50,0% | 13,0 |
| 8.               | (x) Washington Wizards | 34 | 38 | 47,2% | 15,0 |
| 9.               | Indiana Pacers         | 34 | 38 | 47,2% | 15,0 |
| 10.              | Charlotte Hornets      | 33 | 39 | 45,8% | 16,0 |
|                  |                        |    |    |       |      |
| 11.              | Chicago Bulls          | 31 | 41 | 43,1% | 18,0 |
| 12.              | Toronto Raptors        | 27 | 45 | 37,5% | 22,0 |
| 13.              | Cleveland Cavaliers    | 22 | 50 | 30,6% | 27,0 |
| 14.              | Orlando Magic          | 21 | 51 | 29,2% | 28,0 |
| 15.              | Detroit Pistons        | 20 | 52 | 27,8% | 29,0 |

| Nyugati főcsoport |                            |    |    |       |      |
| Hely.             | Csapat                     | Gy | V  | %     | GB   |
| 1.                | (z) Utah Jazz              | 52 | 20 | 72,2% | —    |
| 2.                | (y) Phoenix Suns           | 51 | 21 | 70,8% | 1,0  |
| 3.                | (x) Denver Nuggets         | 47 | 25 | 65,3% | 5,0  |
| 4.                | (x) Los Angeles Clippers   | 47 | 25 | 65,3% | 5,0  |
| 5.                | (y) Dallas Mavericks       | 42 | 30 | 58,3% | 10,0 |
| 6.                | (x) Portland Trail Blazers | 42 | 30 | 58,3% | 10,0 |
|                   |                            |    |    |       |      |
| 7.                | (x) Los Angeles Lakers     | 42 | 30 | 58,3% | 10,0 |
| 8.                | (x) Memphis Grizzlies      | 38 | 34 | 52,8% | 14,0 |
| 9.                | Golden State Warriors      | 39 | 33 | 54,2% | 13,0 |
| 10.               | San Antonio Spurs          | 33 | 39 | 45,8% | 19,0 |
|                   |                            |    |    |       |      |
| 11.               | New Orleans Pelicans       | 31 | 41 | 43,1% | 21,0 |
| 12.               | Sacramento Kings           | 31 | 41 | 43,1% | 21,0 |
| 13.               | Minnesota Timberwolves     | 23 | 49 | 31,9% | 29,0 |
| 14.               | Oklahoma City Thunder      | 22 | 50 | 30,6% | 30,0 |
| 15.               | Houston Rockets            | 17 | 55 | 23,6% | 35,0 |

### Elhalasztott mérkőzések

#### Covid19-pandémia miatt
- December 23: Oklahoma City vs. Houston – három Houston játékos tesztje pozitív vagy eredménytelen lett, négy másik játékosnak karanténolni kellett. James Harden nem szerepelhetett a bajnokság által kiírt szabályok megszegéséért.
- Január 10: Miami vs. Boston – a Miaminak nem volt legalább nyolc elérhető játékosa a mérkőzésre.
- Január 11: New Orleans vs. Dallas
- Január 12: Boston vs. Chicago
- Január 13:
  - Orlando vs. Boston – a Bostonnak nem volt legalább nyolc elérhető játékosa a mérkőzésre tesztelés miatt.
  - Utah vs. Washington – a Washingtonnak nem volt legalább nyolc elérhető játékosa a mérkőzésre.
  - Atlanta vs. Phoenix – a Phoenix-nek nem volt legalább nyolc elérhető játékosa a mérkőzésre.
- Január 15:
  - Golden State vs. Phoenix – a Phoenix-nek továbbra sem volt nyolc elérhető játékosa a mérkőzésre.
  - Washington vs. Detroit – a Washingtonnak továbbra sem volt legalább nyolc elérhető játékosa a mérkőzésre.
  - Memphis vs. Minnesota – a Minnesotának nem volt legalább nyolc elérhető játékosa a mérkőzésre.
- Január 16: Indiana vs. Phoenix – a Phoenix-nek továbbra sem volt nyolc elérhető játékosa a mérkőzésre.
- Január 17:
  - Cleveland vs. Washington – a Washingtonnak továbbra sem volt legalább nyolc elérhető játékosa a mérkőzésre.
  - Philadelphia vs. Oklahoma City – a Philadelphiának nem volt legalább nyolc elérhető játékosa a mérkőzésre.
- Január 18: Cleveland vs. Washington – a Washingtonnak továbbra sem volt legalább nyolc elérhető játékosa a mérkőzésre.
- Január 20:
  - Washington vs. Charlotte – a Washingtonnak továbbra sem volt legalább nyolc elérhető játékosa a mérkőzésre.
  - Memphis vs. Portland – Memphisben volt egy Covid19-kitörés.
- Január 22:
  - Washington vs. Milwaukee – a Washingtonnak továbbra sem volt legalább nyolc elérhető játékosa a mérkőzésre, sorozatban hatodjára.
  - Memphis vs. Portland – a Memphisnek nem volt legalább nyolc elérhető játékosa a mérkőzésre.
- Január 24: Sacramento vs. Memphis – a Memphisnek nem volt legalább nyolc elérhető játékosa a mérkőzésre.
- Január 25:
  - Sacramento vs. Memphis – a Memphisnek nem volt legalább nyolc elérhető játékosa a mérkőzésre.
  - San Antonio vs. New Orleans – Egyik csapatnak se volt meg a minimum nyolc játékosa.
- Január 27: Chicago vs. Memphis – a Memphisnek nem volt legalább nyolc elérhető játékosa a mérkőzésre.
- Február 1: Detroit vs. Denver – a Detroitnak nem volt legalább nyolc elérhető játékosa a mérkőzésre.
- Február 7: Portland vs. Charlotte – Elhalasztották a szezon második felére, hogy lejátszhassák a január 20-i Washington vs. Charlotte mérkőzést.
- Február 16: San Antonio vs. Detroit – San Antoniónak nem volt elég játékosa.
- Február 17:
  - San Antonio vs. Cleveland – San Antoniónak továbbra sem volt elég játékosa.
  - Chicago vs. Charlotte – Charlottenak nem volt elég játékosa.
- Február 19: Detroit vs. Charlotte – Charlottenak továbbra sem volt elég játékosa.
- Február 20: San Antonio vs. New York – San Antoniónak továbbra sem volt elég játékosa.
- Február 22: San Antonio vs. Indiana – San Antoniónak továbbra sem volt elég játékosa.
- Február 28: Chicago vs. Toronto – Toronto játékosok tesztjei pozitívak lettek.

#### Egyéb okok
- Február 17: Detroit vs. Dallas – elhalasztva texasi hóvihar miatt.
- Február 19: Dallas vs. Houston – elhalasztva texasi hóvihar miatt.
- Február 20: Indiana vs. Houston – elhalasztva texasi hóvihar miatt.
- Április 12: Brooklyn vs. Minnesota – Elhalasztva a Daunte Wright meggyilkolását követő tüntetések miatt.

## Play-In

### Keleti főcsoport
|  |         |                    |         |                |                    |                       |                       |                       |         |  |                |                    |                |
|  | Play-In | Play-In            | Play-In |                |                    | mérközések 8. helyért | mérközések 8. helyért | mérközések 8. helyért |         |  | Végső helyezés | Végső helyezés     | Végső helyezés |
|  | Play-In | Play-In            | Play-In |                |                    | mérközések 8. helyért | mérközések 8. helyért | mérközések 8. helyért |         |  | Végső helyezés | Végső helyezés     | Végső helyezés |
|  |         |                    |         |                |                    |                       |                       |                       |         |  |                |                    |                |
|  |         |                    |         |                |                    |                       |                       |                       |         |  |                |                    |                |
|  | 7       | Boston Celtics     | 118     |                |                    |                       | 7                     | Boston Celtics        | 7. hely |  |                |                    |                |
|  | 7       | Boston Celtics     | 118     |                |                    |                       | 7                     | Boston Celtics        | 7. hely |  |                |                    |                |
|  | 8       | Washington Wizards | 100     |                |                    |                       |                       |                       |         |  | 8              | Washington Wizards | 8. hely        |
|  | 8       | Washington Wizards | 100     |                |                    |                       |                       |                       |         |  | 8              | Washington Wizards | 8. hely        |
|  |         |                    |         | 8              | Washington Wizards | 142                   |                       |                       |         |  |                |                    |                |
|  |         |                    |         | 8              | Washington Wizards | 142                   |                       |                       |         |  |                |                    |                |
|  |         |                    | 9       | Indiana Pacers | 115                |                       |                       |                       |         |  |                |                    |                |
|  |         |                    |         | Indiana Pacers | 115                |                       |                       |                       |         |  |                |                    |                |
|  | 9       | Indiana Pacers     | 144     |                |                    |                       |                       |                       |         |  |                |                    |                |
|  | 9       | Indiana Pacers     | 144     |                |                    |                       |                       |                       |         |  |                |                    |                |
|  | 10      | Charlotte Hornets  | 117     |                |                    |                       |                       |                       |         |  |                |                    |                |
|  | 10      | Charlotte Hornets  | 117     |                |                    |                       |                       |                       |         |  |                |                    |                |
|  |         |                    |         |                |                    |                       |                       |                       |         |  |                |                    |                |

### Nyugati főcsoport
|  |         |                       |         |                   |                       |                       |                       |                       |         |  |                |                   |                |
|  | Play-In | Play-In               | Play-In |                   |                       | mérközések 8. helyért | mérközések 8. helyért | mérközések 8. helyért |         |  | Végső helyezés | Végső helyezés    | Végső helyezés |
|  | Play-In | Play-In               | Play-In |                   |                       | mérközések 8. helyért | mérközések 8. helyért | mérközések 8. helyért |         |  | Végső helyezés | Végső helyezés    | Végső helyezés |
|  |         |                       |         |                   |                       |                       |                       |                       |         |  |                |                   |                |
|  |         |                       |         |                   |                       |                       |                       |                       |         |  |                |                   |                |
|  | 7       | Los Angeles Lakers    | 103     |                   |                       |                       | 7                     | Los Angeles Lakers    | 7. hely |  |                |                   |                |
|  | 7       | Los Angeles Lakers    | 103     |                   |                       |                       | 7                     | Los Angeles Lakers    | 7. hely |  |                |                   |                |
|  | 8       | Golden State Warriors | 100     |                   |                       |                       |                       |                       |         |  | 8              | Memphis Grizzlies | 8. hely        |
|  | 8       | Golden State Warriors | 100     |                   |                       |                       |                       |                       |         |  | 8              | Memphis Grizzlies | 8. hely        |
|  |         |                       |         | 8                 | Golden State Warriors | 112                   |                       |                       |         |  |                |                   |                |
|  |         |                       |         | 8                 | Golden State Warriors | 112                   |                       |                       |         |  |                |                   |                |
|  |         |                       | 9       | Memphis Grizzlies | 117                   |                       |                       |                       |         |  |                |                   |                |
|  |         |                       |         | Memphis Grizzlies | 117                   |                       |                       |                       |         |  |                |                   |                |
|  | 9       | Memphis Grizzlies     | 100     |                   |                       |                       |                       |                       |         |  |                |                   |                |
|  | 9       | Memphis Grizzlies     | 100     |                   |                       |                       |                       |                       |         |  |                |                   |                |
|  | 10      | San Antonio Spurs     | 96      |                   |                       |                       |                       |                       |         |  |                |                   |                |
|  | 10      | San Antonio Spurs     | 96      |                   |                       |                       |                       |                       |         |  |                |                   |                |
|  |         |                       |         |                   |                       |                       |                       |                       |         |  |                |                   |                |

## Rájátszás
A rájátszás május 22-én kezdődött a megszokott 16 csapatos formájában. A 2021-es NBA-döntő július 6-án kezdődött és július 20-án fejeződött be.
|  | Első forduló (4 nyert mérkőzésig) | Első forduló (4 nyert mérkőzésig) | Első forduló (4 nyert mérkőzésig) |             |    | Főcsoport-elődöntők (4 nyert mérkőzésig) | Főcsoport-elődöntők (4 nyert mérkőzésig) | Főcsoport-elődöntők (4 nyert mérkőzésig) |  |  | Főcsoportdöntők (4 nyert mérkőzésig) | Főcsoportdöntők (4 nyert mérkőzésig) | Főcsoportdöntők (4 nyert mérkőzésig) |  |  | NBA-döntő (4 nyert mérkőzésig) | NBA-döntő (4 nyert mérkőzésig) | NBA-döntő (4 nyert mérkőzésig) |  |
|  |                                   |                                   |                                   |             |    |                                          |                                          |                                          |  |  |                                      |                                      |                                      |  |  |                                |                                |                                |  |
|  | E1                                | Philadelphia*                     | 4                                 |             |    |                                          |                                          |                                          |  |  |                                      |                                      |                                      |  |  |                                |                                |                                |  |
|  | E1                                | Philadelphia*                     | 4                                 |             |    |                                          |                                          |                                          |  |  |                                      |                                      |                                      |  |  |                                |                                |                                |  |
|  | E8                                | Washington                        | 1                                 |             |    |                                          |                                          |                                          |  |  |                                      |                                      |                                      |  |  |                                |                                |                                |  |
|  | E8                                | Washington                        | 1                                 |             | E1 | Philadelphia*                            | 3                                        |                                          |  |  |                                      |                                      |                                      |  |  |                                |                                |                                |  |
|  |                                   |                                   |                                   |             | E1 | Philadelphia*                            | 3                                        |                                          |  |  |                                      |                                      |                                      |  |  |                                |                                |                                |  |
|  |                                   |                                   | E5                                | Atlanta*    | 4  |                                          |                                          |                                          |  |  |                                      |                                      |                                      |  |  |                                |                                |                                |  |
|  | E4                                | New York                          | E5                                | Atlanta*    | 4  | 1                                        |                                          |                                          |  |  |                                      |                                      |                                      |  |  |                                |                                |                                |  |
|  | E4                                | New York                          |                                   |             |    |                                          |                                          |                                          |  |  |                                      |                                      |                                      |  |  |                                |                                |                                |  |
|  | E5                                | Atlanta*                          | 4                                 |             |    |                                          |                                          |                                          |  |  |                                      |                                      |                                      |  |  |                                |                                |                                |  |
|  | E5                                | Atlanta*                          | 4                                 |             | E5 | Atlanta*                                 | 2                                        |                                          |  |  |                                      |                                      |                                      |  |  |                                |                                |                                |  |
|  | Keleti főcsoport                  |                                   |                                   |             | E5 | Atlanta*                                 | 2                                        |                                          |  |  |                                      |                                      |                                      |  |  |                                |                                |                                |  |
|  |                                   |                                   | E3                                | Milwaukee*  | 4  |                                          |                                          |                                          |  |  |                                      |                                      |                                      |  |  |                                |                                |                                |  |
|  | E3                                | Milwaukee*                        | E3                                | Milwaukee*  | 4  | 4                                        |                                          |                                          |  |  |                                      |                                      |                                      |  |  |                                |                                |                                |  |
|  | E3                                | Milwaukee*                        |                                   |             |    |                                          |                                          |                                          |  |  |                                      |                                      |                                      |  |  |                                |                                |                                |  |
|  | E6                                | Miami                             | 0                                 |             |    |                                          |                                          |                                          |  |  |                                      |                                      |                                      |  |  |                                |                                |                                |  |
|  | E6                                | Miami                             | 0                                 |             | E3 | Milwaukee*                               | 4                                        |                                          |  |  |                                      |                                      |                                      |  |  |                                |                                |                                |  |
|  |                                   |                                   |                                   |             | E3 | Milwaukee*                               | 4                                        |                                          |  |  |                                      |                                      |                                      |  |  |                                |                                |                                |  |
|  |                                   |                                   | E2                                | Brooklyn    | 3  |                                          |                                          |                                          |  |  |                                      |                                      |                                      |  |  |                                |                                |                                |  |
|  | E2                                | Brooklyn                          | E2                                | Brooklyn    | 3  | 4                                        |                                          |                                          |  |  |                                      |                                      |                                      |  |  |                                |                                |                                |  |
|  | E2                                | Brooklyn                          |                                   |             |    |                                          |                                          |                                          |  |  |                                      |                                      |                                      |  |  |                                |                                |                                |  |
|  | E7                                | Boston                            | 1                                 |             |    |                                          |                                          |                                          |  |  |                                      |                                      |                                      |  |  |                                |                                |                                |  |
|  | E7                                | Boston                            | 1                                 |             | E3 | Milwaukee*                               | 4                                        |                                          |  |  |                                      |                                      |                                      |  |  |                                |                                |                                |  |
|  |                                   |                                   |                                   |             |    |                                          |                                          |                                          |  |  |                                      |                                      |                                      |  |  |                                |                                |                                |  |
|  |                                   |                                   | W2                                | Phoenix*    | 2  |                                          |                                          |                                          |  |  |                                      |                                      |                                      |  |  |                                |                                |                                |  |
|  | W1                                | Utah*                             | W2                                | Phoenix*    | 2  | 4                                        |                                          |                                          |  |  |                                      |                                      |                                      |  |  |                                |                                |                                |  |
|  | W1                                | Utah*                             |                                   |             |    |                                          |                                          |                                          |  |  |                                      |                                      |                                      |  |  |                                |                                |                                |  |
|  | W8                                | Memphis                           | 1                                 |             |    |                                          |                                          |                                          |  |  |                                      |                                      |                                      |  |  |                                |                                |                                |  |
|  | W8                                | Memphis                           | 1                                 |             | W1 | Utah*                                    | 2                                        |                                          |  |  |                                      |                                      |                                      |  |  |                                |                                |                                |  |
|  |                                   |                                   |                                   |             | W1 | Utah*                                    | 2                                        |                                          |  |  |                                      |                                      |                                      |  |  |                                |                                |                                |  |
|  |                                   |                                   | W4                                | LA Clippers | 4  |                                          |                                          |                                          |  |  |                                      |                                      |                                      |  |  |                                |                                |                                |  |
|  | W4                                | LA Clippers                       | W4                                | LA Clippers | 4  | 4                                        |                                          |                                          |  |  |                                      |                                      |                                      |  |  |                                |                                |                                |  |
|  | W4                                | LA Clippers                       |                                   |             |    |                                          |                                          |                                          |  |  |                                      |                                      |                                      |  |  |                                |                                |                                |  |
|  | W5                                | Dallas*                           | 3                                 |             |    |                                          |                                          |                                          |  |  |                                      |                                      |                                      |  |  |                                |                                |                                |  |
|  | W5                                | Dallas*                           | 3                                 |             | W4 | LA Clippers                              | 2                                        |                                          |  |  |                                      |                                      |                                      |  |  |                                |                                |                                |  |
|  | Nyugati főcsoport                 |                                   |                                   |             | W4 | LA Clippers                              | 2                                        |                                          |  |  |                                      |                                      |                                      |  |  |                                |                                |                                |  |
|  |                                   |                                   | W2                                | Phoenix*    | 4  |                                          |                                          |                                          |  |  |                                      |                                      |                                      |  |  |                                |                                |                                |  |
|  | W3                                | Denver                            | W2                                | Phoenix*    | 4  | 4                                        |                                          |                                          |  |  |                                      |                                      |                                      |  |  |                                |                                |                                |  |
|  | W3                                | Denver                            |                                   |             |    |                                          |                                          |                                          |  |  |                                      |                                      |                                      |  |  |                                |                                |                                |  |
|  | W6                                | Portland                          | 2                                 |             |    |                                          |                                          |                                          |  |  |                                      |                                      |                                      |  |  |                                |                                |                                |  |
|  | W6                                | Portland                          | 2                                 |             | W3 | Denver                                   | 0                                        |                                          |  |  |                                      |                                      |                                      |  |  |                                |                                |                                |  |
|  |                                   |                                   |                                   |             | W3 | Denver                                   | 0                                        |                                          |  |  |                                      |                                      |                                      |  |  |                                |                                |                                |  |
|  |                                   |                                   | W2                                | Phoenix*    | 4  |                                          |                                          |                                          |  |  |                                      |                                      |                                      |  |  |                                |                                |                                |  |
|  | W2                                | Phoenix*                          | W2                                | Phoenix*    | 4  | 4                                        |                                          |                                          |  |  |                                      |                                      |                                      |  |  |                                |                                |                                |  |
|  | W2                                | Phoenix*                          |                                   |             |    |                                          |                                          |                                          |  |  |                                      |                                      |                                      |  |  |                                |                                |                                |  |
|  | W7                                | LA Lakers                         | 2                                 |             |    |                                          |                                          |                                          |  |  |                                      |                                      |                                      |  |  |                                |                                |                                |  |

- E – Keleti főcsoport (East)
- W – Nyugati főcsoport (West)
- * – csoportgyőztes
- félkövér – sorozat győztese

## Statisztikák

### Játékosok

#### Szezon
| Kategória                | Játékos            | Csapat(ok)             | Statisztika |
| ------------------------ | ------------------ | ---------------------- | ----------- |
| Pont/mérkőzés            | Stephen Curry      | Golden State Warriors  | 32.0        |
| Lepattanó/mérkőzés       | Clint Capela       | Atlanta Hawks          | 14.3        |
| Gólpassz/mérkőzés        | Russell Westbrook  | Washington Wizards     | 11.7        |
| Steal/mérkőzés           | Jimmy Butler       | Miami Heat             | 2.1         |
| Blokk/mérkőzés           | Myles Turner       | Indiana Pacers         | 3.4         |
| Eladott labda/mérkőzés   | Russell Westbrook  | Washington Wizards     | 4.8         |
| Szabálytalanság/mérkőzés | Karl-Anthony Towns | Minnesota Timberwolves | 3.7         |
| Perc/mérkőzés            | Julius Randle      | New York Knicks        | 37.6        |
| FG%                      | Rudy Gobert        | Utah Jazz              | 67.4%       |
| FT%                      | Chris Paul         | Phoenix Suns           | 93.4%       |
| 3FG%                     | Joe Harris         | Brooklyn Nets          | 47.5%       |
| Hatékonyság/mérkőzés     | Nikola Jokić       | Denver Nuggets         | 35.9        |
| Dupla-dupla              | Nikola Jokić       | Denver Nuggets         | 60          |
| Tripla-dupla             | Russell Westbrook  | Washington Wizards     | 38          |

#### Mérkőzésrekordok
| Kategória   | Játékos           | Csapat(ok)             | Statisztika |
| ----------- | ----------------- | ---------------------- | ----------- |
| Pont        | Stephen Curry     | Golden State Warriors  | 62          |
| Lepattanó   | Enes Kanter       | Portland Trail Blazers | 30          |
| Gólpassz    | Russell Westbrook | Washington Wizards     | 24          |
| Steal       | T. J. McConnell   | Indiana Pacers         | 10          |
| Blokk       | Clint Capela      | Atlanta Hawks          | 10          |
| Hárompontos | Stephen Curry     | Golden State Warriors  | 11          |
| Hárompontos | Fred VanVleet     | Toronto Raptors        | 11          |

### Csapatok
| Kategória              | Csapat                | Statisztika |
| ---------------------- | --------------------- | ----------- |
| Pont/mérkőzés          | Milwaukee Bucks       | 120.1       |
| Lepattanó/mérkőzés     | Utah Jazz             | 48.3        |
| Gólpassz/mérkőzés      | Golden State Warriors | 27.7        |
| Steal/mérkőzés         | Memphis Grizzlies     | 9.1         |
| Blokk/mérkőzés         | Indiana Pacers        | 6.4         |
| Eladott labda/mérkőzés | Oklahoma City Thunder | 16.1        |
| FG%                    | Brooklyn Nets         | 49.4%       |
| FT%                    | Los Angeles Clippers  | 83.9%       |
| 3FG%                   | Los Angeles Clippers  | 41.1%       |
| +/−                    | Utah Jazz             | +9.3        |

## Díjak

### Éves díjak
| Díj                                             | Díjazott                                 | Döntősök |
| ----------------------------------------------- | ---------------------------------------- | --- |
| Most Valuable Player                            | Nikola Jokić (Denver Nuggets)            | Stephen Curry (Golden State Warriors) Joel Embiid (Philadelphia 76ers)                                                                                           |
| Az év védekező játékosa                         | Rudy Gobert (Utah Jazz)                  | Draymond Green (Golden State Warriors) Ben Simmons (Philadelphia 76ers)                                                                                          |
| Az év újonca                                    | LaMelo Ball (Charlotte Hornets)          | Anthony Edwards (Minnesota Timberwolves) Tyrese Haliburton (Sacramento Kings)                                                                                    |
| Az év hatodik embere                            | Jordan Clarkson (Utah Jazz)              | Joe Ingles (Utah Jazz) Derrick Rose (New York Knicks) |
| Legtöbbet fejlődött játékos                     | Julius Randle (New York Knicks)          | Jerami Grant (Detroit Pistons) Michael Porter Jr. (Denver Nuggets)                                                                                               |
| Az év edzője                                    | Tom Thibodeau (New York Knicks)          | Quin Snyder (Utah Jazz) Monty Williams (Phoenix Suns) |
| Az év ügyvezetője                               | James Jones (Phoenix Suns)               | Dennis Lindsey (Utah Jazz)Sean Marks (Brooklyn Nets) |
| NBA Sportember-díj                              | Jrue Holiday (Milwaukee Bucks)           | Bam Adebayo (Miami Heat) Harrison Barnes (Sacramento Kings) Josh Okogie (Minnesota Timberwolves) Kemba Walker (Boston Celtics) Derrick White (San Antonio Spurs) |
| J. Walter Kennedy Citizenship Award             |                                          | |
| Twyman–Stokes Az év csapattársa-díj             | Damian Lillard (Portland Trail Blazers)  | Chris Paul (Phoenix Suns)Udonis Haslem (Miami Heat) |
| Community Assist Award                          |                                          | |
| Kareem Abdul-Jabbar Social Justice Champion-díj | Carmelo Anthony (Portland Trail Blazers) | Tobias Harris (Philadelphia 76ers) Jrue Holiday (Milwaukee Bucks) Harrison Barnes (Sacramento Kings) Juan Toscano-Anderson (Golden State Warriors)               |

| - All-NBA Első csapat: - F Jánisz Antetokúnmpo, Milwaukee Bucks - F Kawhi Leonard, Los Angeles Clippers - C Nikola Jokić, Denver Nuggets - G Stephen Curry, Golden State Warriors - G Luka Dončić, Dallas Mavericks | - All-NBA Második csapat: - F Julius Randle, New York Knicks - F LeBron James, Los Angeles Lakers - C Joel Embiid, Philadelphia 76ers - G Damian Lillard, Portland Trail Blazers - G Chris Paul, Phoenix Suns | - All-NBA Harmadik csapat: - F Jimmy Butler, Miami Heat - F Paul George, Los Angeles Clippers - C Rudy Gobert, Utah Jazz - G Bradley Beal, Washington Wizards - G Kyrie Irving, Brooklyn Nets |

| - NBA All-Defensive Első csapat: - F Draymond Green, Golden State Warriors - F Jánisz Antetokúnmpo, Milwaukee Bucks - C Rudy Gobert, Utah Jazz - G Ben Simmons, Philadelphia 76ers - G Jrue Holiday, Milwaukee Bucks | - NBA All-Defensive Második csapat: - F Bam Adebayo, Miami Heat - F Kawhi Leonard, Los Angeles Clippers - C Joel Embiid, Philadelphia 76ers - G Jimmy Butler, Miami Heat - G Matisse Thybulle, Philadelphia 76ers |

| - NBA Első újonc csapat: - LaMelo Ball, Charlotte Hornets - Anthony Edwards, Minnesota Timberwolves - Tyrese Haliburton, Sacramento Kings - Saddiq Bey, Detroit Pistons - Jae'Sean Tate, Houston Rockets | - NBA Második újonc csapat: - Immanuel Quickley, New York Knicks - Desmond Bane, Memphis Grizzlies - Isaiah Stewart, Detroit Pistons - Isaac Okoro, Cleveland Cavaliers - Patrick Williams, Chicago Bulls |

### A hét játékosa
| Hét                    | Keleti főcsoport                             | Nyugati főcsoport                             | For.   |
| ---------------------- | -------------------------------------------- | --------------------------------------------- | ------ |
| december 22–27         | Domantas Sabonis (Indiana Pacers) (1/1)      | Brandon Ingram (New Orleans Pelicans) (1/1)   | [ 41 ] |
| december 28 – január 3 | Tobias Harris (Philadelphia 76ers) (1/1)     | Stephen Curry (Golden State Warriors) (1/2)   | [ 42 ] |
| január 4–10            | Jayson Tatum (Boston Celtics) (1/3)          | Luka Dončić (Dallas Mavericks) (1/3)          | [ 43 ] |
| január 11–17           | Kevin Durant (Brooklyn Nets) (1/1)           | Damian Lillard (Portland Trail Blazers) (1/3) | [ 44 ] |
| január 18–24           | Joel Embiid (Philadelphia 76ers) (1/1)       | Nikola Jokić (Denver Nuggets) (1/3)           | [ 45 ] |
| január 25–31           | James Harden (Brooklyn Nets) (1/2)           | Nikola Jokić (Denver Nuggets) (2/3)           | [ 46 ] |
| február 1–7            | Jánisz Antetokúnmpo (Milwaukee Bucks) (1/3)  | De'Aaron Fox (Sacramento Kings) (1/2)         | [ 47 ] |
| február 8–14           | Saddiq Bey (Detroit Pistons) (1/1)           | Devin Booker (Phoenix Suns) (1/3)             | [ 48 ] |
| február 15–21          | James Harden (Brooklyn Nets) (2/2)           | Damian Lillard (Portland Trail Blazers) (2/3) | [ 49 ] |
| február 22–28          | Jánisz Antetokúnmpo (Milwaukee Bucks) (2/3)  | Devin Booker (Phoenix Suns) (2/3)             | [ 50 ] |
| március 15–21          | Jánisz Antetokúnmpo (Milwaukee Bucks) (3/3)  | Nikola Jokić (Denver Nuggets) (3/3)           | [ 51 ] |
| március 22–28          | Terry Rozier (Charlotte Hornets) (1/1)       | De'Aaron Fox (Sacramento Kings) (2/2)         | [ 52 ] |
| március 29 – április 4 | Jrue Holiday (Milwaukee Bucks) (1/1)         | Luka Dončić (Dallas Mavericks) (2/3)          | [ 53 ] |
| április 5–11           | Jayson Tatum (Boston Celtics) (2/3)          | Paul George (Los Angeles Clippers) (1/1)      | [ 54 ] |
| április 12–18          | Julius Randle (New York Knicks) (1/1)        | Stephen Curry (Golden State Warriors) (2/2)   | [ 55 ] |
| április 19–25          | Bradley Beal (Washington Wizards) (1/1)      | Luka Dončić (Dallas Mavericks) (3/3)          | [ 56 ] |
| április 26 – május 2   | Jayson Tatum (Boston Celtics) (3/3)          | Devin Booker (Phoenix Suns) (3/3)             | [ 57 ] |
| május 3–9              | Russell Westbrook (Washington Wizards) (1/1) | Bojan Bogdanović (Utah Jazz) (1/1)            | [ 58 ] |
| május 10–16            | Trae Young (Atlanta Hawks) (1/1)             | Damian Lillard (Portland Trail Blazers) (3/3) | [ 59 ] |

### A hónap játékosa
| Hónap           | Keleti főcsoport                             | Nyugati főcsoport                           | For.   |
| --------------- | -------------------------------------------- | ------------------------------------------- | ------ |
| December/Január | Joel Embiid (Philadelphia 76ers) (1/1)       | Nikola Jokić (Denver Nuggets) (1/2)         | [ 60 ] |
| Február         | James Harden (Brooklyn Nets) (1/2)           | Devin Booker (Phoenix Suns) (1/1)           | [ 61 ] |
| Március         | James Harden (Brooklyn Nets) (2/2)           | Nikola Jokić (Denver Nuggets) (2/2)         | [ 62 ] |
| Április         | Julius Randle (New York Knicks) (1/1)        | Stephen Curry (Golden State Warriors) (1/2) | [ 63 ] |
| Május           | Russell Westbrook (Washington Wizards) (1/1) | Stephen Curry (Golden State Warriors) (2/2) | [ 64 ] |

### A hónap újonca
| Hónap           | Keleti főcsoport                      | Nyugati főcsoport                              | For.   |
| --------------- | ------------------------------------- | ---------------------------------------------- | ------ |
| December/Január | LaMelo Ball (Charlotte Hornets) (1/3) | Tyrese Haliburton (Sacramento Kings) (1/2)     | [ 60 ] |
| Február         | LaMelo Ball (Charlotte Hornets) (2/3) | Tyrese Haliburton (Sacramento Kings) (2/2)     | [ 61 ] |
| Március         | LaMelo Ball (Charlotte Hornets) (3/3) | Anthony Edwards (Minnesota Timberwolves) (1/3) | [ 62 ] |
| Április         | Malachi Flynn (Toronto Raptors) (1/1) | Anthony Edwards (Minnesota Timberwolves) (2/3) | [ 63 ] |
| Május           | R. J. Hampton (Orlando Magic) (1/1)   | Anthony Edwards (Minnesota Timberwolves) (3/3) | [ 64 ] |

### A hónap edzője
| Hónap           | Keleti főcsoport                        | Nyugati főcsoport                           | For.   |
| --------------- | --------------------------------------- | ------------------------------------------- | ------ |
| December/Január | Doc Rivers (Philadelphia 76ers) (1/1)   | Quin Snyder (Utah Jazz) (1/2)               | [ 65 ] |
| Február         | Steve Nash (Brooklyn Nets) (1/1)        | Quin Snyder (Utah Jazz) (2/2)               | [ 66 ] |
| Március         | Nate McMillan (Atlanta Hawks) (1/1)     | Monty Williams (Phoenix Suns) (1/1)         | [ 67 ] |
| Április         | Scott Brooks (Washington Wizards) (1/1) | Michael Malone (Denver Nuggets) (1/1)       | [ 68 ] |
| Május           | Tom Thibodeau (New York Knicks) (1/1)   | Terry Stotts (Portland Trail Blazers) (1/1) | [ 64 ] |

## Fontos események
- 2020. december 26.: Russell Westbrook (Washington Wizards) a negyedik játékos lett, aki a szezon első két meccsén is tripladuplát szerzett.[69] December 29-én pedig a második lett Oscar Robertson óta, aki az első három mérkőzésen is tripladuplát szerzett.[70]
- 2020. december 27.: a Dallas Mavericks csapata minden idők legnagyobb különbségével vezetett a félidőben a Los Angeles Clippers ellen (50 pont, 77–27).[71]
- 2020. december 27.: Stephen Curry (Golden State Warriors) a harmadik játékos lett, aki karrierje során 2500 hárompontost szerzett.[72]
- 2020. december 29.: a Milwaukee Bucks minden idők legtöbb hárompontosát szerezte (egy mérkőzésen) a Miami Heat ellen (29), megdöntve a Houston Rockets korábbi rekordját (27).[73]
- 2020. december 30.: LeBron James (Los Angeles Lakers) az első játékos lett, aki sorozatban 1000 alapszakasz-mérkőzésen szerzett legalább 10 pontot.[74]
- 2021. január 1.: Carmelo Anthony (Portland Trail Blazers) megelőzte Tim Duncan-t (14.) a minden idők legtöbb pontját szerző játékosok listán.[75]
- 2021. január 6.: a Milwaukee Bucks és a Detroit Pistons letérdelt a mérkőzés kezdetén, tüntetve Jacob Blake meggyilkolását. A Bucks hét másodpercig tartotta a labdát, ezzel utalva a Blake-et megölő hét lövésre.[76] Több csapat is összegyűlt a kezdőkörben a mérkőzés előtt az amerikai himnusz közben, válaszként a Capitolium ostromára való válaszként.[77]
- 2021. január 7.: Duncan Robinson (Miami Heat) lett a játékos, aki a legrövidebb idő alatt elért 300 hárompontost karrierje során (95 mérkőzés), megelőzve Luka Dončić-ot és Damian Lillard-öt.[78]
- 2021. január 8.: a Toronto Raptors megdöntötte a csapat rekordját a legtöbb szerzett pontért egy alapszakasz mérkőzésen, mikor 144 pontot szereztek a Sacramento Kings ellen.[79]
- 2021. január 9.: LaMelo Ball (Charlotte Hornets) lett a legfiatalabb játékos, aki tripladuplát szerzett (19 év, 140 nap) az Atlanta Hawks ellen.[80]
- 2021. január 16.: James Harden (Brooklyn Nets) tripladuplát szerzett az Orlando Magic ellen, amellyel a hetedik játékos lett, aki tripladuplát szerzett első mérkőzésén új csapatában.[81]
- 2021. január 20.: Clint Capela (Atlanta Hawks) az első játékos Shaquille O'Neal óta (2004),a ki szerzett 25 pontot, 25 lepattanót és 5 blokkot egy mérkőzésen.[82]
- 2021. január 20.: Donovan Mitchell (Utah Jazz) lett a játékos, aki a leggyorsabban elért 600 hárompontost karrierje során (240 mérkőzés).[83]
- 2021. január 23.: Stephen Curry (Golden State Warriors) megelőzte Reggie Miller-t (2.), a legtöbb szerzett hárompontos listán.[84]
- 2021. január 29.: Russell Westbrook megelőzte Maurice Cheeks-t (13.) a legtöbb adott gólpassz listán.[85]
- 2021. január 29.: Trae Young (Atlanta Hawks) lett a leggyorsabb játékos, aki elért 400 hárompontost karrierje során (159 mérkőzés).[86]
- 2021. február 2.: Carmelo Anthony (Portland Trail Blazers) megelőzte Dominique Wilkins-t (13.) a minden idők legtöbb pontját szerző játékosok listán.[87]
- 2021. február 4.: LeBron James (Los Angeles Lakers) megelőzte Wilt Chamberlain-t (3.) a legtöbb szerzett mezőnygól listán.[88]
- 2021. február 6.: Nikola Jokić (Denver Nuggets) az első center lett Kareem Abdul-Jabbar (1975) óta, aki 50 pontot és 10 gólpasszt szerzett.[89]
- 2021. február 9.: Carmelo Anthony (Portland Trail Blazers) megelőzte Oscar Robertson-t (12.) a minden idők legtöbb pontját szerző játékosok listán.[90]
- 2021. február 19.: LeBron James (Los Angeles Lakers) a harmadik játékos lett az NBA történetében, aki 35,000 pontot szerzett karrierje során, Kareem Abdul-Jabbar és Karl Malone mellett.[91]
- 2021. február 19.: Jimmy Butler és Bam Adebayo (Miami Heat) lett az első csapattárs pár, aki többször is szerzett tripladuplát egy meccsen. Először ezt 2019. december 10-én érték el.[92]
- 2021. február 20.: Chris Paul (Phoenix Suns) megelőzte Oscar Robertson-t minden idők legtöbb gólpasszát adó játékosok listáján.[93]
- 2021. március 3.: T. J. McConnell-nek (Indiana Pacers) kilenc labdaszerzése volt, a legtöbb egy félidőben. Ezek mellett Mookie Blaylock óta az első, összességében a hatodik játékos, aki tripladupláját labdaszerzésekkel szerezte. Harmadik rekordja, hogy mindezt úgy tette, hogy nem volt kezdő.[94]
- 2021. március 3.: Mason Plumlee és Dennis Smith Jr. a 13. csapattárs pár lett, akik egy meccsen mindketten tripladuplát szereztek.[95]
- 2021. március 11.: Duncan Robinson (Miami Heat) lett a leggyorsabb játékos, aki elért 400 hárompontost karrierje során (125 mérkőzés alatt), ezzel megelőzve Trae Young-ot, aki a rekordot kevesebb, mint 2 hónappal korábban döntötte meg. Robinson három gyorsasági rekordot is magáénak tudhat, 200-at 69 mérkőzés, 300-at 95 mérkőzés és 400-át 125 mérkőzés alatt ért el.[96]
- 2021. március 13.: Carmelo Anthony (Portland Trail Blazers) megelőzte Hakeem Olajuwon-t (11.) a minden idők legtöbb pontját szerző játékosok listán.[97]
- 2021. március 27.: Gregg Popovich (San Antonio Spurs) lett a harmadik edző az NBA történetében, aki 1300 győzelmet tudhat magáénak.[98]
- 2021. március 29.: Russell Westbrook (Washington Wizards) a harmadik játékos lett, aki szerzett egy tripladuplát 30 ponttal, 10 lepattanóval és 20 gólpasszal, Oscar Robertson-t és Magic Johnson-t követve. Ezek mellett az első játékos lett, aki 35 ponttal és 20 gólpasszal szerzett tripladuplát.[99][100]
- 2021. április 10.: az Oklahoma City Thunder a legfiatalabb kezdőcsapatot állította ki az NBA történetében (20 év, 8 hónap, 6 nap).[101]
- 2021. április 12.: Stephen Curry megelőzte Wilt Chamberlain-t, mint a Golden State Warriors legtöbb pontot szerző játékosa.
- 2021. április 30.: a Boston Celtics megnyerte mérkőzését a Spurs ellen, úgy, hogy 32 pont hátrányban voltak, ez minden idők harmadik legnagyobb különbsége volt, amely után egy csapat nyerni tudott. Jayson Tatum 60 pontot szerzett azon a mérkőzésen.[102]
- 2021. május 1.: az Indiana Pacers legyőzte a Oklahoma City Thunder-t 152–95 arányban. Ez minden idők legnagyobb idegenbeli győzelme az NBA-ben.[103]
- 2021. május 2.: Duncan Robinson megelőzte Luka Dončić-ot, mint a leggyorsabb játékos, aki 500 hárompontost szerzett karrierje során (152 mérkőzés), 35 mérkőzéssel gyorsabban, mint a szlovén.[104]
- 2021. május 3.: Carmelo Anthony (Portland Trail Blazers) megelőzte Elvin Hayes-t (10.) a minden idők legtöbb pontját szerző játékosok listán.[105]
- 2021. május 3.: Russell Westbrook (Washington Wizards) sorozatban negyedik szezonjában átlagolt tripladuplát. Ezek mellett elérte a harmadik 20 lepattanós, 20 gólpasszos mérkőzést és a harmadik mérkőzést, amelyen egy játékos legalább 10 pontot, 20 gólpasszt, 20 lepattanót szerzett egy meccsen, ezt az Indiana Pacers ellen tette meg (14 pont, 21 lepattanó, 24 gólpassz). Ezt másodjára tette meg.[106]
- 2021. május 8.: Russell Westbrook (Washington Wizards) beállította Oscar Robertson rekordját a legtöbb tripladupláért egy karrier alatt, 181-gyel.[107] Két nappal később, május 10-én Westbrook megelőzte Robertsont.[108]
- 2021. június 1.: Damian Lillard (Portland Trail Blazers) 12 hárompontost szerzett egy rájátszás-mérkőzésen, amely NBA-rekordnak számít.[109]
- 2021. június 8.: Nikola Jokić az első Denver Nuggets játékos, az első szerb és a legalacsonyabban draftolt játékos lett az NBA történetében, aki elnyerte az NBA Most Valuable Player díját. Ugyanebben az évben a szerb Vasilije Micić (Anadolu Efes, Törökország) elnyerte az Euroliga MVP díját.[110] Ez volt az első alkalom, hogy az NBA-nek és az Euroligának ugyanabból a nemzetiségből volt MVP-je.[111] Jokić lett az első center Shaquille O'Neal óta (2000), aki elnyerte a díjat.